# Жар морякът
„Жар морякът“ е български 4-сериен телевизионен игрален филм (детски) на режисьора Теодоси Попов, по сценарий на Кина Къдрева. Оператор е Румен Костов. Музиката във филма е на Евгени Ганчев.
Филмът е заснет със съдействието на Комитета за отдих и туризъм и у-ще „Стоян Михайловски“ – гр. Несебър.

## Серии
- 1. серия – „Котето“
- 2. серия – „Лодките“
- 3. серия – „Часовникът“
- 4. серия – „Най-невероятното“ [2]

## Актьорски състав
| Роля | Изпълнител           |
| ---- | -------------------- |
|      | Димитър Събев        |
|      | Силвия Янкова        |
|      | Борил Петров         |
|      | н. а. Ирина Тасева   |
|      | з. а. Виолета Донева |
|      | Вера Ковачева        |
|      | Чавдар Гюзелев       |
|      | Николай Янев         |
|      | Игрил Белчев         |
|      | Анелия Андреева      |
|      | Нейчо Антонов        |
|      | Вихрен Илиев         |
|      | Любка Петрова        |